# Half Dome
Half Dome – granitowa formacja skalna w Parku Narodowym Yosemite w stanie Kalifornia w USA. Będąca jednym z najlepiej znanych widoków parku góra wznosi się 2693 m n.p.m. i 1444 m nad dnem doliny.
Do lat 70. XIX wieku Half Dome uważany był za szczyt „absolutnie niedostępny”, dziś jednak można zdobyć go na kilka różnych sposobów. Dzięki oznakowanemu szlakowi rozpoczynającemu się w dolinie szczyt osiągają co roku tysiące turystów. Ścieżka rozpoczyna się u podnóża skały, w odległości nieco ponad 3 kilometrów od wierzchołka, jednak okrężna droga ma ponad 13 kilometrów. Ostatni fragment szlaku, prowadzący bezpośrednio na wierzchołek stromą, lecz stosunkowo najłatwiejszą do przebycia ścianą wschodnią, posiada ułatwienia w postaci pary metalowych lin rozpiętych na osadzonych w skale słupkach. Ułatwienia zostały skonstruowane w roku 1919. Poprowadzono je niedaleko drogi, którą w 1875 roku George Anderson jako pierwszy człowiek wspiął się na Half Dome, osadzając w litej skale metalowe śruby.
Na szczyt Half Dome prowadzi również wiele dróg wspinaczkowych, na samej pionowej ścianie północno-zachodniej jest ich kilkanaście, inne przecinają ścianę południową i grań zachodnią. W roku 1957 Royal Robbins, Mike Sherrick i Jerry Gallwas jako pierwsi pokonali najtrudniejszą ścianę północno-zachodnią dokonując najtrudniejszego w tych czasach przejścia w USA. Droga na szczyt zajęła im 5 dni wspinaczki techniką sztucznych ułatwień a zdobycie go było możliwe dzięki użyciu najnowocześniejszego w tamtym okresie sprzętu.